# 鳳台院 (笠間市)
鳳台院（ほうだいいん）は、茨城県笠間市箱田にある、曹洞宗の寺院。山号・国見山（くにみざん）、寺号・慈眼寺、開山は竺翁円符（ちくおう えんぶ）和尚である。

## 伽藍
- 本堂
- 客殿
- 山門
- 達磨大師像
- 仏舎利泰安の五重塔
- 新坂東三十三番札所の観音堂

## 文化財
山門 - 笠間市指定文化財
江戸時代中期、間口3.30m、奥行2.70m、高さ8.50m、軒張7.90m×8.00m

## 歴代略譜
- 竺翁円符和尚（ちくおうえんぶ） - 相州小田原（神奈川県小田原市）の海蔵寺の安叟（あんそう）の和尚。
- 二世 覚山見知和尚禅師（かくさんけんち） - 海蔵寺の安叟和尚に就いて学び、さらに、常陸の国に行き鳳室院を興した。
- 三十三世  松田童龍和尚（まつだどうりゅう）

## 末寺

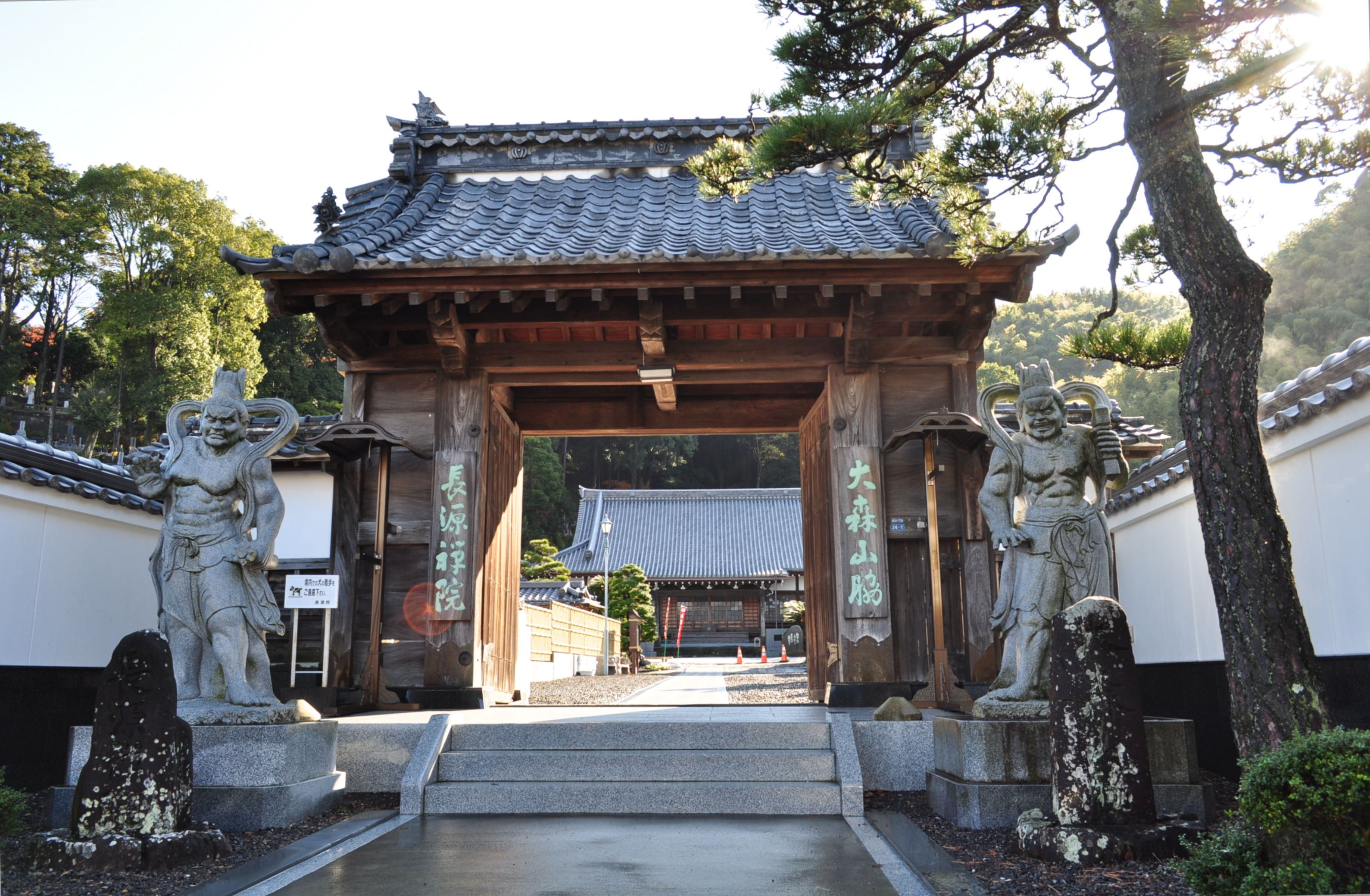
長源院山門（三門解脱）（2013年12月10日撮影）

- 亀棲山長泉寺（きせいざん ちょうせんじ） - 山形県新庄市鉄砲町3-29
- 萬嶺山金松寺（まんれいざん きんしょうじ） - 山形県米沢市広幡町上小菅
- 大蔵山松原寺（だいぞうざん しょうげんじ） - 山形県米沢市木場町1-38
- 天徳山本然寺（てんとくざん ほんねんじ） - 東京都台東区西浅草3-25-3
- 大森山長源院（だいしんざん ちょうげんいん） - 静岡県静岡市葵区沓谷1-24-1

以下は村松圭三「末寺めぐり」『大森山 長源院誌』大森山 長源院、1993年、182-197頁。に掲載された長源院の末寺であある。
- 小森山泉秀寺（しょうしんざん せんしゅうじ） - 静岡県静岡市向敷地9
- 医王山東光寺（いおうざん とうこうじ） - 静岡県静岡市千代田4-17-34
- 楠谷山見性寺（なんこくさん けんしょうじ） - 静岡県静岡市新間1089-132
- 松尾山曹源寺（まつおさん そうげんじ） - 静岡県静岡市長妻田25
- 泰雲山瑞龍寺（たいうんざん ずいりゅうじ） - 静岡県静岡市葵区井宮町48
- 日綸山真如寺（にちりんざん しんにょじ） - 静岡県掛川市仁藤87
- 玉泉山吉祥寺（ぎょくせんざん きちじょうじ） - 静岡県静岡市中田本町26-8
- 大円山増福寺（だいえんざん ぞうふくじ） - 静岡県静岡市葵区南瀬名町7-3
- 無量山浄界寺（むりょうざん じょうかいじ） - 静岡県静岡市葵区瀬名川2-1643
- 瑞光山天昌寺（ずいこうざん てんしょうじ） - 静岡県静岡市葵区上足洗4-9
- 向富山金剛寺（こうふざん こんごうじ） - 静岡県静岡市駿河区有東1-15-11
- 君谷山長泉寺（くんこくさん ちょうせんじ） - 静岡県静岡市葵区宮前町47

## 交通アクセス
鉄道
- JR水戸線 - 笠間駅より車で5分
- JR常磐線 - 友部駅より車で16分

車
- 北関東自動車道 - 友部ICより12分、笠間西ICより13分
- 常磐自動車道 - 岩間ICより28分

## 関連文献
- 『ほうたいいん[鳳台院]茨城県:笠間市/間黒村（日本歴史地名大系）』笠間市箱田 国見山と号し、曹洞宗、本尊は釈迦牟尼仏、承久年間（1219年 - 1222年）、Japan Knowledge
- 鈴木健夫、田代辰雄編著『碑文・墓碑銘集:茨城県内版 漢文編[続]』「供養塔 笠間市箱田・鳳台院」碑文双書、2008年9月